# Жеребцов, Алексей Алексеевич
Алексей Алексеевич Жеребцов (1758—1819) — сенатор, тайный советник, кавалер ордена Святой Анны 1-й степени. В 1811—1814 годах возглавлял дворянство Петербургской губернии.
Брат генерала Михаила Алексеевича Жеребцова и деверь Ольги Александровны Жеребцовой.

## Биография
Родился 17 (28) марта 1758 года в семье генерал-аншефа Алексея Григорьевича Жеребцова и его жены Марии Михайловны, урождённой Нарышкиной. Начал службу в артиллерии фурьером в 1769 году. Вскоре был произведён в сержанты, но через 4 года переведён по прошению в лейб-гвардии Семёновский полк опять фурьером.
В 1787 году участвовал в походе против шведов в Финляндию: в числе 26 обер-офицеров и 837 нижних чинов батальона Семёновского полка, сформированного всего за два дня на почтовых отправился навстречу противнику в Финляндию. Однако, связанные осадой русских крепостей Нейшлота и Фридрихсгама, шведы не смогли развить наступление. Поэтому гвардия, так и не встретив неприятеля, простояла лагерем у Кнута и Выборга, а 26 сентября Семёновский батальон возвратился обратно в Петербург. Три года спустя вышел в отставку бригадиром, с причислением к герольдии.
В 1798—1811 годах был предводителем дворянства Ямбургского уезда Санкт-Петербургской губернии. В 1798 году переименован в статские советники, с 1800 года — действительный статский советник. В 1811 году во время болезни предводителя дворянства Санкт-Петербургской губернии А. С. Строганова замещал его, а затем — после смерти Строганова — был утверждён в этой должности. В 1810 и 1812—1815 годах также исправлял должность санкт-петербургского совестного судьи.
В связи с началом Отечественной войны вместе со своим племянником действительным камергером Александром Александровичем Жеребцовым, вдохновлял губернское дворянство начать формирование народного ополчения; 17 июля 1812 года губернское дворянское собрание под его руководством постановило начать набор и обучение ратников земского войска, а его начальником избрать Михаила Илларионовича Кутузова. Сам же предводитель дворянства Жеребцов стал сотенным начальником и занялся формированием ополчения в городах Луга, Гдов и Ямбург.
Произведён в тайные советники 4 июля 1817 года и назначен к присутствованию в Сенате. Умер через два года, 11 (23) декабря 1819 года; был похоронен на Лазаревском кладбище Александро-Невской лавры.

## Семья
Жена (с 18 мая 1782 года) —  дочь генерал-поручика Алексея Михайловича Еропкина, Анна Алексеевна (1758—1825); была похоронена рядом с мужем. Их дети:
- Алексей (15.08.1783[7]— ?), родился в Петербурге, крещен 25 августа 1783 года в церкви Введения во храм Пресвятой Богородицы лейб-гвардии Семёновского полка при восприемстве А. В. Олсуфьева.
- Ольга (08.03.1785[8]— ?), родилась в Петербурге, крещена 15 марта 1785 года в церкви Введения во храм Пресвятой Богородицы лейб-гвардии Семёновского полка при восприемстве И. Сухарева и М. В. Олсуфьевой.
- Григорий (20.01.1790[9]— ?), родился в Петербурге, крещён 26 января 1790 года в церкви Введения во храм Пресвятой Богородицы лейб-гвардии Семёновского полка при восприемстве Алексея Демидова.